# Sierra Aforada
La Sierra Aforada es la sierra que separa los valles de Gallinera y Alcalá, en la comarca de la Marina Alta, provincia de Alicante (España), situándose su cota más alta a 914 m, si bien su cima más característica es la denominada Peñal Gros con una altura de 861 m.

## Flora
Su vegetación predominante es el olivar y el monte bajo.
- Datos: Q6127557